# Tucanet de Reinwardt
El tucanet de Reinwardt (Selenidera reinwardtii) és una espècie d'ocell de la família dels ramfàstids (Ramphastidae) que habita la selva humida del sud-est de Colòmbia, est de l'Equador, est i nord-est del Perú, nord de Bolívia i oest del Brasil.

## Taxonomia
S'han descrit dues subespècies:
- S. r. reinwardtii (Wagler, 1827). De Colòmbia meridional, Equador oriental i nord-est del Perú.
- S. r. langsdorffii	(Wagler, 1827). De Perú oriental, Brasil occidental i nord de Bolívia.

Alguns autors han considerat la segona com una espècie diferent: tucanet de Langsdorff (Selenidera langsdorffii).